# Christopher Eccleston
Christopher Eccleston (Little Hulton, Lancashire, 16 de fevereiro de 1964) é um ator britânico. Duas vezes indicado ao BAFTA TV Award, ele é mais conhecido por seu trabalho na televisão e no cinema, que inclui seu papel como o Nono Doutor na série de ficção científica Doctor Who da BBC, o pastor Matt Jamison em The Leftovers, e sua colaboração com os cineastas Danny Boyle e Michael Winterbottom.

## Biografia

### Infância
Eccleston nasceu na cidade de Little Hulton, próximo a Salford, e cresceu em uma família trabalhadora. Considerado por si mesmo como um péssimo estudante (simplesmente porque não se aplicava nas aulas), tinha como maiores paixões a televisão e o time de futebol Manchester United FC. Aos 19 anos de idade, após desistir da carreira de futebolista, resolveu ser ator inspirado pelo drama televisivo britânico Boys from the Blackstuff.

### Carreira

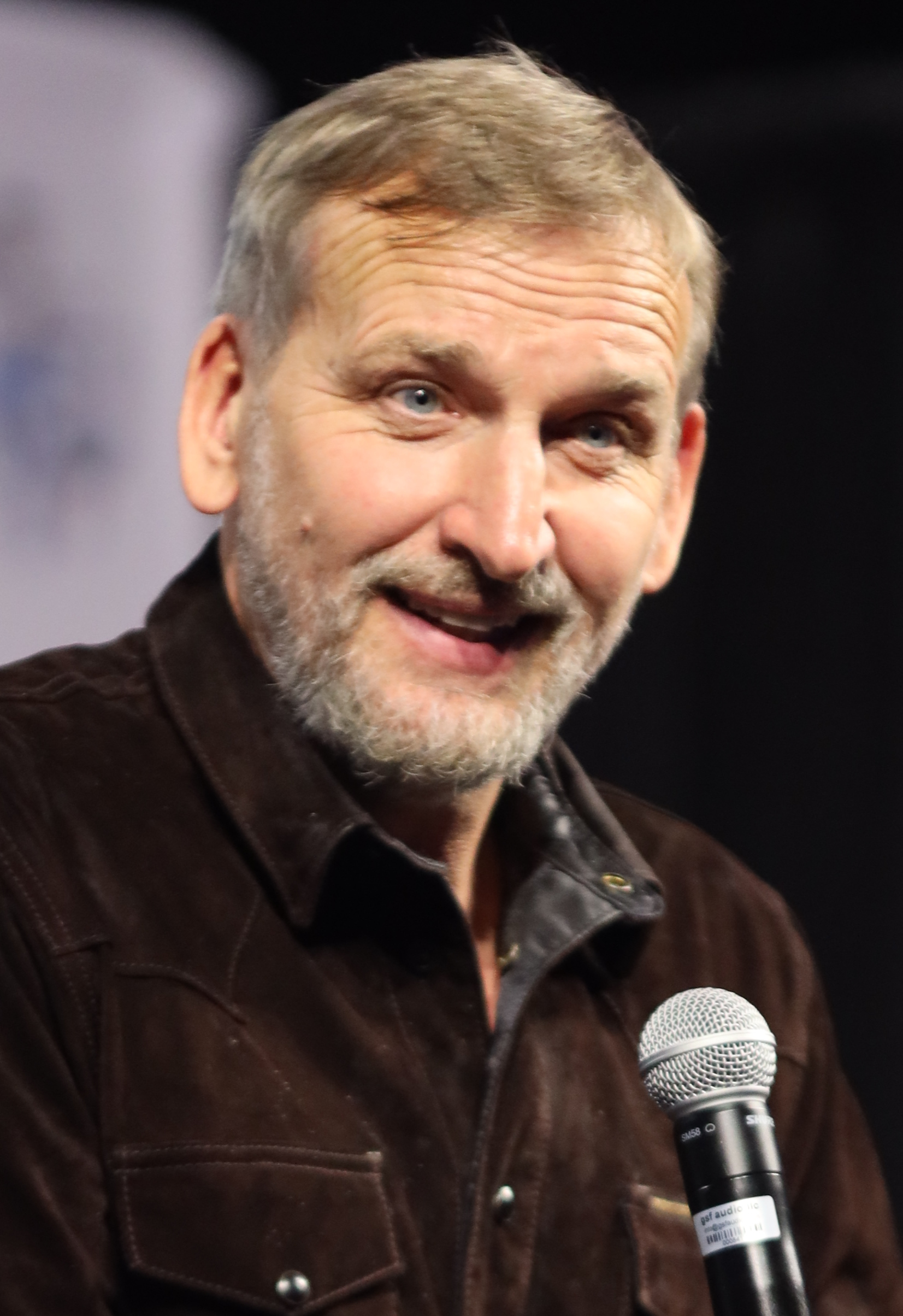
Eccleston no GalaxyCon Louisville em 2019.

Eccleston se formou na Central School of Speech and Drama em Londres e fez sua estréia como ator profissional no teatro na produção do Bristol Old Vic de A Streetcar Named Desire. Ele chamou a atenção por seus papéis no cinema como Derek Bentley em O Segredo de uma Sentença (1991) e David Stevens em Cova Rasa (1994), e por suas atuações na televisão em Cracker (1993-1994) e Hillsborough (1996). Seu desempenho como Nicky Hutchinson na minissérie da BBC Our Friends in the North (1996) deu a ele sua primeira indicação ao BAFTA Award e o estabeleceu como um nome familiar no Reino Unido.
Suas aparições seguintes no cinema inclui os filmes Jude - Paixão Proibida (1996), Um Preço Acima dos Rubis (1998), Elizabeth (1998), eXistenZ (1999), 60 Segundos (2000), Uma História a Três (2001), Os Outros (2001), A Festa Nunca Termina (2002) e Extermínio (2002), bem como papéis na televisão, incluindo a série dramática Clocking Off (2000) e The Second Coming (2003) da ITV, pelo qual recebeu sua segunda indicação ao BAFTA Award.
Eccleston atraiu atenção da crítica por seu papel como o Nono Doutor na série de TV Doctor Who em 2005. Ele deixou o programa depois de apenas uma temporada, pela qual ganhou um National Television Award e recebeu indicações para o Broadcasting Press Guild Award e o BAFTA Cymru Award. Desde então, apareceu na série de televisão Heroes (2007), The Shadow Line (2011), Blackout (2012), Lucan (2013), The Leftovers (2014–2017), Safe House (2015), Fortitude (2015) e The A Word (2016–2020) e filmes como G.I. Joe - A Origem de Cobra (2009), Amelia (2009), Canção para Marion (2012), Thor: O Mundo Sombrio (2013) e Lendas do Crime (2015). Ele ganhou um Prêmio Emmy Internacional por sua atuação na série de antologia Acusado: Culpado ou Inocente?. No teatro, desempenhou os papéis principais em produções de Hamlet e Macbeth e nas produções de Miss Julie, Casa de Bonecas e Antígona. Desde 2017, ele narra a série de documentários Ambulance.

## Filmografia

### Cinema
| Ano  | Título                            | Personagem            | Diretor              |
| ---- | --------------------------------- | --------------------- | -------------------- |
| 1991 | Let Him Have It                   | Derek Bentley         | Peter Medak          |
| 1992 | Death and the Compass             | Alonso Zunz           | Alex Cox             |
| 1993 | Anchoress                         | Priest                | Chris Newby          |
| 1994 | Shallow Grave                     | David                 | Danny Boyle          |
| 1996 | Jude                              | Jude Fawley           | Michael Winterbottom |
| 1998 | Elizabeth                         | Duke of Norfolk       | Shekhar Kapur        |
| 1998 | A Price Above Rubies              | Sender Horowitz       | Boaz Yakin           |
| 1999 | Heart                             | Gary Ellis            | Charles McDougall    |
| 1999 | eXistenZ                          | Seminar Leader        | David Cronenberg     |
| 1999 | With or Without You               | Vincent Boyd          | Michael Winterbottom |
| 2000 | Gone in Sixty Seconds             | Raymond Calitri       | Dominic Sena         |
| 2001 | The Others                        | Charles Stewart       | Alejandro Amenábar   |
| 2001 | The Invisible Circus              | Wolf                  | Adam Brooks          |
| 2002 | 24 Hour Party People              | Boethius              | Michael Winterbottom |
| 2002 | I Am Dina                         | Leo Zukowskij         | Ole Bornedal         |
| 2002 | Revengers Tragedy                 | Vindici               | Alex Cox             |
| 2002 | 28 Days Later                     | Prefeito Henry West   | Danny Boyle          |
| 2007 | The Seeker: The Dark Is Rising    | The Rider             | David L Cunningham   |
| 2008 | New Orleans, Mon Amour            | Dr. Jekyll            | Michael Almereyda    |
| 2009 | G.I. Joe: The Rise of Cobra       | Destro                |                      |
| 2012 | Canção para Marion                | James                 |                      |
| 2013 | Thor: The Dark World              | Malekith              |                      |
| 2015 | Lendas do Crime                   | Leonard "Nipper" Read | Brian Helgeland      |
| 2018 | Dead in a Week or Your Money Back | Harvey                | Tom Edmunds          |
| 2018 | Where Hands Touch                 | Heinz                 | Amma Asante          |

### Televisão
| Ano   | Título                             | Papel          | Detalhes                                 |
| ----- | ---------------------------------- | -------------- | ---------------------------------------- |
| 1992  | Agatha Christie's Poirot           | Frank Carter   | Episódio One, Two, Buckle My Shoe        |
| 2003  | The Second Coming                  | Stephen Baxter |                                          |
| 2005  | Doctor Who                         | Nono Doutor    |                                          |
| 2005  | Blue Peter                         | Nono Doutor    | Programa de 04/04/2005                   |
| 2005  | Doctor Who Confidential            | Ele mesmo      | Entrevistado                             |
| 2007  | Heroes                             | Claude         |                                          |
| 2010  | Lennon Naked                       | John Lennon    | Telefilme                                |
| 2013  | Doctor Who                         | Nono Doutor    | Especial The Day of the Doctor (arquivo) |
| 2016- | The A Word                         | Maurice Scott  |                                          |
| 2019  | 2019: A Year in the Life of a Year | Ele mesmo      |                                          |

### Jogos eletrônicos
| Ano  | Título          | Papel       | Detalhes       |
| ---- | --------------- | ----------- | -------------- |
| 2015 | LEGO Dimensions | Nono Doutor | Arquivo de voz |

## Televisão e teatro
- Agatha Christie - Poirot - 4x03&04 - Death in the Clouds ... Frank Carter (1992)
- Doctor Who (2005) .... The Doctor
- Heroes (2007) .... Claude
- A Streetcar Named Desire (1988)- Bristol Old Vic .... Pablo Gonzallez
- Miss Julie (Jean) (2000) - Haymarket Theatre
- The Others (2001)
- Hamlet (Hamlet) (2002) - West Yorkshire Playhouse
- Lennon Naked (2010) - John Lennon
- The Leftovers (2014–2017) - Matt Jamison
- King Lear - Oswald (Telefilme)